# HW Весов
HW Весов (лат. HW Librae), HD 132759 — одиночная переменная звезда в созвездии Весов на расстоянии приблизительно 637 световых лет (около 195 парсеков) от Солнца. Видимая звёздная величина звезды — от +9,22m до +9,09m.

## Характеристики
HW Весов — жёлто-белая пульсирующая переменная звезда типа RR Лиры (RR:) спектрального класса F3V. Эффективная температура — около 6315 К.